# Sarah Ulmer
Sarah Elizabeth Ulmer (Auckland, 14 marzo 1976) è un'ex pistard ed ex ciclista su strada neozelandese.
Ha partecipato a tre edizioni dei giochi olimpici (1996, 2000 e 2004) conquistando una medaglia ad Atene 2004.

## Palmarès

### Pista
Olimpiadi
- 1 medaglia:
  - 1 oro (inseguimento individuale a Atene 2004)

Mondiali
- 2 medaglie:
  - 1 oro (inseguimento individuale a Melbourne 2004)
  - 1 bronzo (corsa a punti a Berlino 1999)

Giochi del Commonwealth
- 4 medaglie:
  - 2 ori (inseguimento individuale a Manchester 2002, inseguimento individuale a Kuala Lumpur 1998)
  - 2 argenti (corsa a punti a Kuala Lumpur 1998, inseguimento individuale a Victoria 1994)

### Strada
- 1999 (una vittoria)

9ª tappa Women's Challenge (Burley > Buhl)
- 2001 (due vittorie)

8ª tappa Tour de Snowy (Tumut > Tumut)
8ª tappa Tour de l'Aude Cycliste Féminin (Limoux > Espéraza)
- 2004 (una vittoria)

4ª tappa Geelong Tour (Lara > Lara)
- 2005 (quattro vittorie)

Campionati neozelandesi Gara a cronometro
Campionati neozelandesi Gara in linea
Campionati oceanici Gara a cronometro
Campionati oceanici Gara in linea
- 2006 (quattro vittorie)

1ª tappa Tour of New Zealand (Lower Hutt > Lower Hutt)
4ª tappa Tour of New Zealand (Wellington > Miramar)
Classifica generale Tour of New Zealand
New Zealand World Cup